# استیو بویام
استیو بویام (به انگلیسی: Steve Boyum) (زاده ۴ سپتامبر ۱۹۵۲ در لس آنجلس) مدت زمان طولانی است که برای هالیوود در بدل‌کاری، کارگردان تلویزیون و کارگردان فیلم، کار می‌کند. او در بیش از ۶۰ فیلم به‌عنوان یک بدل‌کار حضور داشت.
وی از سال ۱۹۸۷ در پالم اسپرینگز، کالیفرنیا زندگی می‌کند.

## بخشی از فیلم‌شناسی به‌عنوان کارگردان
- قلعه (۲۰۱۱)
- هاوایی فایو-زیرو (۲۰۱۱)
- هدف انسانی (۲۰۱۱–۲۰۱۰)
- ان‌سی‌آی‌اس: لس‌آنجلس (۲۰۰۹)
- شماره‌ها (۲۰۰۹–۲۰۰۷)
- سوپرنچرال (۲۰۱۰–۲۰۰۵)

## فیلم‌شناسی به‌عنوان یک بدل‌کار
- قطعه موسیقی آقای هولاند (۱۹۹۵)
- دروغ‌های حقیقی (۱۹۹۴)
- اسلحه مرگبار ۲ (۱۹۸۹)
- اینک آخرالزمان (۱۹۷۹)